# Manfred Melzer
Pour les articles homonymes, voir Melzer.
Manfred Melzer, né le 28 février 1944 à Solingen et mort le 9 août 2018 à Frechen, est un prélat catholique allemand, évêque auxiliaire de l'archidiocèse de Cologne de 1995 à 2015.

## Biographie

### Formation et prêtrise
Après avoir obtenu son diplôme au Quirinus-Gymnasium de Neuss, Manfred Melzer étudie la philosophie et la théologie catholique à Bonn, Fribourg et Cologne, et reçoit, le 1er février 1972, en la cathédrale de Cologne, le sacrement de l'ordre. 
Après un court laps de temps, il est nommé aumônier de la paroisse Saint-Adolphe à Düsseldorf ainsi que professeur de religion et pasteur de la jeunesse de l'archevêché de Cologne.
Le cardinal Joseph Höffner le nomme également comme chapelain et secrétaire particulier.
En 1978, il est nommé vicaire à Cologne, mais conserve son rôle de secrétaire auprès de l'archevêque jusqu'à la mort de ce dernier en 1987. Parallèlement, en 1984, le pape Jean-Paul II le titre « Monseigneur ».
En 1984, il est investi à Wurtzbourg dans l'ordre équestre du Saint-Sépulcre de Jérusalem. 
À partir de 1988, il travaille comme curé de Waldbröl et de Nümbrecht. 

### Épiscopat
Le 9 juin 1995, Manfred Melzer est nommé évêque titulaire de Carinola (de) et évêque auxiliaire de Cologne par le pape Jean-Paul II. L'ordination épiscopale, reçue du cardinal Joachim Meisner — assisté de Mgrs Klaus Dick (de) et Josef Plöger (de) —, a lieu le 10 septembre 1995, en la cathédrale de Cologne. Dès lors, il est nommé vicaire épiscopal pour les religieuses de l'archidiocèse de Cologne. En 1998, il est élu au Chapitre métropolitain de la cathédrale. 
Au sein de la Conférence épiscopale allemande, il est membre de la Commission pastorale et de la Commission sur les questions de l'Église universelle. De 2006 à 2011, il est officier de l'aumônerie des forces de police de l'État. À partir de 2011, il est à la tête de la sous-commission épiscopale sur les questions des missions. À partir de 2004, il est président du club allemand « Lourdes Cologne e.V. » 
En 1984, il est nommé grand officier de l'ordre du Saint-Sépulcre de Jérusalem par le cardinal Maximilien de Fürstenberg et investi grand prieur de la lieutenance par le cardinal Franz Hengsbach, le 19 mai 1984.
Le 5 juin 2015, le pape François accepte sa démission d'évêque auxiliaire.